# 烏拉佐瓦河
烏拉佐瓦河（俄语：Уразова），是東歐的河流，流經烏克蘭的盧甘斯克州和俄羅斯的別爾哥羅德州，屬於奧斯科爾河的左支流，河道全長45公里，流域面積855平方公里。